# Markus Kooper
El reverendo Markus Kooper (12 de septiembre de 1918 - 22 de diciembre de 2005) fue un activista, educador y figura religiosa de Namibia.

## Biografía
Procedente de Hoachanas, en la región de Hardap, Kooper fue uno de los primeros namibios que viajó a las Naciones Unidas para solicitar la independencia de su país de la Sudáfrica del apartheid. Está enterrado en el cementerio conmemorativo de los Héroes Nacionales de Acre, en las afueras de Windhoek.

## Estudios
Kooper estudió con la Rhenish Missionary Society y recibió formación como profesor en Okahandja de 1939 a 1942. Luego enseñó en escuelas misioneras en Stampriet, Gochas y Hoachanas hasta 1946 y se convirtió en director de Hoachanas en 1949. También asistió al entrenamiento para el ministerio con la Iglesia Episcopal Metodista Africana y fue ordenado diácono. Kooper se convirtió en el líder espiritual de su comunidad y fue enviado a la Iglesia Pastoral de Hoachanas en 1955.
En 1956, Kooper habló ante las Naciones Unidas sobre la cuestión del África sudoccidental junto con el reverendo Michael Scott, Mburumba Kerina, Hans Beukes, Fanuel Kozonguizi, Sam Nujoma, Ismael Fortune, Jacob Kuhangua y Hosea Kutako.
La población bóeres de Hoachanas se resintió de la presencia de los 400 residentes nama y trató repetidamente de desalojarlos. En 1959 obtuvieron una orden de desalojo que fue confirmada por el Tribunal Superior de Windhoek. El 29 de enero de 1959, Kooper y su familia fueron reasentados por la fuerza en Itsawisis, una aldea situada a 50 kilómetros al norte de Keetmanshoop, a casi 300 kilómetros de su asentamiento. Fue traído de vuelta por su comunidad en noviembre de ese año.

## Exilio
Markus Kooper se exilió en 1960 para solicitar de nuevo a la ONU, esta vez como representante de la «Organización de Independencia Nacional Unida del Suroeste de África» (SWAUNIO). Regresó sólo en 1976 y estableció una escuela privada en Hoachanas pero permaneció políticamente activo. Su comunidad resistió todos los intentos de reasentamiento durante los días del apartheid.